# St. Petersburg Open 2000
Il St. Petersburg Open 2000 è stato un torneo di tennis giocato sul cemento indoor. È stata la 6ª edizione del St. Petersburg Open, che fa parte della categoria International Series 
nell'ambito dell'ATP Tour 2000. Il torneo si è giocato al Petersburg Sports and Concert Complex di San Pietroburgo in Russia, dal 6 al 12 novembre 2000.

## Campioni

### Singolare
Marat Safin ha battuto in finale  Dominik Hrbatý con il punteggio di 2–6, 6–4, 6–4

### Doppio
Daniel Nestor /  Kevin Ullyett hanno battuto in finale  Thomas Shimada /  Myles Wakefield con il punteggio di 7–6(5), 7–5